# André Dulait
André Dulait (ur. 14 listopada 1937, zm. 18 stycznia 2020) – francuski weterynarz, polityk, senator.

## Życiorys
Był weterynarzem i politykiem. Od lat 70. pełnił różne funkcje w departamencie Deux-Sèvres, był również merem Ménigoute. W 1995 reprezentując departament Deux-Sèvres został wybrany do Senatu (ponownie w 2004), w którym zasiadał od 24 września 1995 do 30 września 2014.